# Niedersächsische Fachhochschule für Verwaltung und Rechtspflege
Die Niedersächsische Fachhochschule für Verwaltung und Rechtspflege (FHVR) war eine Fachhochschule für öffentliche Verwaltung des Landes Niedersachsen mit Sitz in Hildesheim, die von August 1979 bis zum 30. September 2007 bestand.

## Beschreibung
Die Fachhochschule wurde auf der Grundlage eines Beschlusses der Niedersächsischen Landesregierung aus dem Jahre 1974 eingerichtet, um die Ausbildung für die Laufbahn des gehobenen Dienstes in der Verwaltung künftig als Studiengang einer Fachhochschule vorzunehmen. Sie bildete Anwärter in den Fachbereichen Allgemeine Verwaltung, Rechtspflege, Steuerverwaltung und für die Polizei Niedersachsen aus.
Im Zuge ihrer Auflösung wurde den Kommunen die Möglichkeit einer Ausbildung für den gehobenen allgemeinen Verwaltungsdienst in eigener Zuständigkeit eröffnet. Nachfolgeeinrichtung wurde die Kommunale Fachhochschule für Verwaltung in Niedersachsen am Niedersächsischen Studieninstitut für kommunale Verwaltung mit Standort in Hannover.
Die Fakultät Steuerverwaltung der FHVR und die Landesfinanzschule Niedersachsen wurden mit der Fortbildung der Oberfinanzdirektion zum 1. August 2006 zur Steuerakademie Niedersachsen mit Sitz in Bad Eilsen zusammengefasst. Der Standort Rinteln blieb als Steuerakademie bestehen.
Die "Fakultät Polizei" der FHVR und das Bildungsinstitut der Polizei in Niedersachsen wurden als gemeinsame Aus- und Fortbildungseinrichtung zur Polizeiakademie Niedersachsen mit Hauptsitz in Nienburg/Weser zusammengefasst. Die in Hann. Münden und Oldenburg vorhandenen Einrichtungen blieben als Standorte der Polizeiakademie bestehen.
Die Fakultät Rechtspflege wurde zum 30. September 2007 in eine Norddeutsche Fachhochschule für Rechtspflege mit Sitz in Hildesheim umgewandelt.